# BSG Motor Meuselwitz
BSG Motor Meuselwitz war eine deutsche Betriebssportgemeinschaft (BSG), die in der sächsisch-thüringischen Stadt Meuselwitz ansässig war. Sie wurde in den 1950er und 1960er Jahren durch ihre Sektionen Fußball und Handball DDR-weit bekannt. 

## Vorläufer
Am 1. Mai 1910 gründete sich als zweiter Fußballverein nach dem FC Sportlust Meuselwitz (1900) die Sportvereinigung (SV) Meuselwitz. Im Rahmen der Mitteldeutschen Fußballmeisterschaften spielte die Sportvereinigung zunächst im unterklassigen Bereich des Verbandes Leipziger Ballspiel-Vereine. Seit 1925 gehörte Meuselwitz der drittklassigen 2a-Klasse im Großgau Leipzig an. 1931 gelang der Staffelsieg und Aufstieg in die zweitklassige 1b-Klasse. In den Spielzeiten 1931/32 (5. Platz) und 1932/33 (6. Platz) war das die Zugehörigkeit zur höchsten Liga in der Geschichte der Sportvereinigung. Als 1933 die Fußball-Ligen im nationalsozialistischen Deutschland neu geordnet wurden, war die SV Meuselwitz, genau wie die Nachbarvereine des  Altenburger Land, nicht mehr dem Bereich des Leipziger Fußballverbandes zugehörig. Zwischen 1933 und 1945 bestehen keine gesicherten Erkenntnisse betreffs Ergebnissen und Klassenzugehörigkeit.

## BSG-Gründung
1945 fiel die Sportvereinigung Meuselwitz unter das Vereinsverbot der Besatzungsmächte. In der Sowjetischen Besatzungszone (SBZ) bestand das Verbot dauerhaft, und es wurde im Sportbereich zunächst nur die Gründung lose organisierter Sportgemeinschaften zugelassen. In Meuselwitz entstanden die SG Zipsendorf und die SG Meuselwitz als Nachfolger der SV Meuselwitz. Die SG Meuselwitz wandelte sich 1949 in die von der Maschinenfabrik Meuselwitz als Trägerbetrieb unterstützte Betriebssportgemeinschaft Metall Meuselwitz um. Wie für Betriebssportgemeinschaften üblich unterhielt die BSG mehrere Sportsektionen, neben Fußball unter anderem auch für Boxen, Handball, Schach und Tischtennis.

## Fußball
Mit ihren Fußballmannschaften musste die BSG zunächst im Thüringer Ligensystem antreten, da Meuselwitz nach der Neubildung der Länder zum Land Thüringen gekommen war. Ab 1948/49 spielte Metall Meuselwitz in der Bezirksklasse Thüringen, eine der vier zweitklassigen Fußball-Ligen in der SBZ. 1950 wurde die 1. Mannschaft Staffelsieger und erreichte durch den zweiten Platz in der Aufstiegsrunde die Qualifikation für die Landesklasse Thüringen 1951/52. Diese war nach Einführung der DDR-Oberliga und der DDR-Liga zur dritten Spielklasse geworden.
Nach Abschluss der Saison 1951/52 änderte die BSG ihren Namen in „Motor Meuselwitz“ entsprechend der übergeordneten Sportvereinigung Motor. Ebenfalls 1952 wurden die Länder in der DDR abgeschafft und durch Bezirke ersetzt. Von 1952/53 an spielte die BSG Motor nun in der Bezirksliga Leipzig, wo sie sich bis 1956 behaupten konnte. In der Spielzeit 1956 (Einführung der Kalenderjahr-Saison) wurde Motor Meuselwitz Letzter der Bezirksliga und musste in die Bezirksklasse absteigen, die nach Einführung der II. DDR-Liga nur noch fünftklassig war. Von 1960 bis zur Saison 1963/64 war die BSG noch einmal für vier Spielzeiten in der Bezirksliga vertreten. Anschließend spielten die Fußballer mit kurzen Unterbrechungen im Kreisbereich in der inzwischen wieder viertklassig gewordenen Bezirksklasse Leipzig. 1984 mussten sie erneut in die Kreisliga absteigen, aus der es bis zum Ende des DDR-Fußballspielbetriebes keinen Aufstieg mehr gab.

## Handball
In der Ära des Feldhandballs erreichte die BSG Metall Meuselwitz mit ihrer Männermannschaft Anfang der 1950er Jahre erste Erfolge, so 1951 den Gewinn der Thüringer Handballmeisterschaft im Männerbereich. Anschließend spielte die Mannschaft als BSG Motor bis 1958 in der zweitklassigen DDR-Feldhandball-Liga. 1952 qualifizierten sich die Meuselwitzer für die Aufstiegsspiele zur Feldhandball-Oberliga, schafften aber den Aufstieg in die höchste Handball-Spielklasse nicht. Als in den 1970er Jahren der Hallenhandball mehr an Bedeutung erreichte, zeichnete sich die Handballsektion der BSG Motor durch ihre intensive Nachwuchsarbeit sowohl in der weiblichen wie in der männlichen Jugend aus, die zu Erfolgen auf der Kreisebene führte.

## Auflösung
Infolge der wirtschaftlichen Veränderungen nach der politischen Wende von 1989/90 brach in der DDR das System der Betriebssportgemeinschaften zusammen. Die Maschinenfabrik Meuselwitz stellte 1990 die Unterstützung der BSG Motor ein, worauf sich die BSG auflöste. Einige ihrer bisherigen Sportsektionen gründeten neue Vereine, die Fußballer den FSV Meuselwitz und die Handballer den Handballverein Meuselwitz.